# C.A.O.
C.A.O., förkortning för Cano A. Ozgener (namnet på grundaren, som är från Turkiet) är ett cigarrmärke. Cigarrer av detta märke är Black Line (Lf) (styrka 4), Brazilia Line (Lf) (styrka 3), Cameroon (Lf) (styrka 3-4), och Criollo Line (Lf) (styrka 4). Black Line och Brazilia Line härstammar från Honduras, Cameroon och Criollo Line härstammar från Nicaragua. Samtliga cigarrers inlaga och omblad är nicaraguanskt. Black Line's täckblad är ecuadoranskt. Brazilia Line's, brasilianskt, Cameroon's kamerunskt, och Criollo Line's nicaraguanskt.